# Batocera horsfieldi
Batocera horsfieldi är en skalbaggsart som först beskrevs av Hope 1839.  Batocera horsfieldi ingår i släktet Batocera och familjen långhorningar.
Artens utbredningsområde är:
- Burma.
- Nepal.

Inga underarter finns listade.